# イコノクラスム

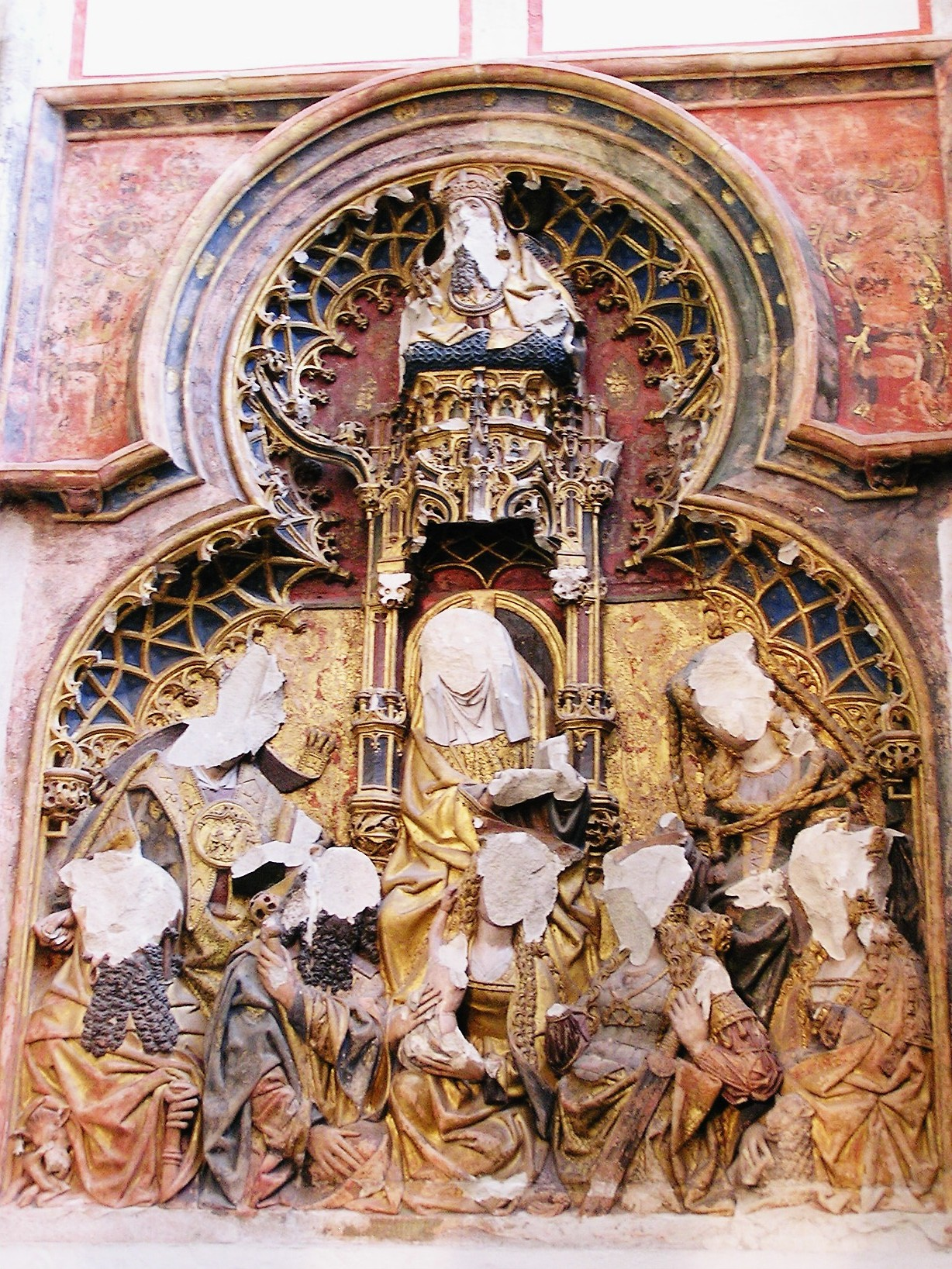
16世紀の宗教改革時に起こった聖像破壊運動によって顔面を破壊された教会の彫刻（ユトレヒト州のドム教会）

イコノクラスム（英語: iconoclasm, ギリシア語: εικονοκλασία, εικονομαχία）とは、宗教的に崇められる画像を破壊する運動である（英語においては「因習の打破」の意味もあるが、本項では「破壊運動」に当たる事項のみを扱う）。
聖像破壊運動（せいぞうはかいうんどう）、偶像破壊運動（ぐうぞうはかいうんどう）ともいう。

## 概要
キリスト教で有名なイコノクラスムには、東ローマ帝国におけるイコノクラスムと、宗教改革時に西ヨーロッパで起こったビルダーシュトゥルム（絵画嵐）がある。
場合によってはイコノクラスムと言えば、東ローマ帝国において8世紀から9世紀にかけて行われたものを特に指すことがある。
「偶像破壊」と言うとキリスト教の運動を中心として言うこともあるが、包括的に宗教的な「偶像」の破壊を指すこともある。また、広義では政治的な目的を持った象徴の破壊も含む。

## 東ローマ帝国のイコノクラスム
東ローマ帝国のイコノクラスムは、8世紀から9世紀の東方教会において、聖像（イコン）の崇敬が皇帝により禁止され、聖像を破壊した運動を指す。東ローマ帝国内を二分する争いになったほか、西方のローマ教会（のちのカトリック教会）はこれを非難し、イコノクラスム論争が起こった。
イコノクラスムは終局的には第七全地公会において異端と断じられ、東ローマ帝国地域でもイコン崇敬は復活した。今日では西方教会よりもむしろ、東ローマ帝国の旧版図の教会伝統を継承した正教会においてイコンが盛んに描かれているが、その神学的正統性の論拠はイコノクラスムの時代に再確認、かつ強化された。

### 概要

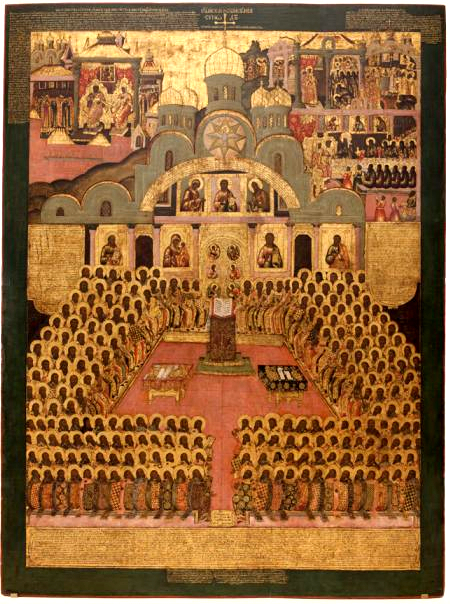
第2ニカイア公会議（第七全地公会）を描いたイコン。17世紀に描かれた。モスクワのノヴォデヴィチ修道院所蔵

726年、シリア出身の東ローマ皇帝レオーン3世は、イコン崇敬を禁じる勅令（聖像禁止令）を発した。これには旧約聖書のモーセの十戒に挙げられている「偶像を作ってはならない」が根拠とされた。しかし、この勅令は帝国の小アジア側や一部の聖職者・知識人には支持されたものの、古代ギリシア文化（古代ギリシアの宗教は神々も人間の姿をしていた）の伝統の残る首都コンスタンティノポリスや帝国のヨーロッパ側の国民、およびイコンの製作に主として携わっていた東方教会の修道士達の猛反発を招き、文化的・政治的な問題も絡んで帝国内部を二分する大論争となり、帝国のヨーロッパ側では反乱まで起きた。この対立は、元来オリエントの宗教であったキリスト教がギリシャ化していく中で発生したものであった。
レオーン3世がこの時期に聖像禁止令を出した理由は、明らかになっていない。イコン崇敬が復活した後、聖像破壊派の著作などは異端の書として破却され、現代に残っていないからである。レオーン3世の時代より以前からイコン崇敬への疑問や批判は出ており、他にも火山の大規模噴火などの天災、偶像を否定するイスラム教からのキリスト教に対する批判、などが要因として挙げられているが、未だに定説となるような理由は見つかっていないのである。
レオーン3世の息子コンスタンティノス5世は、これに反対するものを容赦なく弾圧・処刑したが、論争は収まらなかった。一方、聖像をゲルマン人への布教に用いていたローマ教会も、この決定を非難するとともにそれまでコンスタンティノポリスに送っていた税の支払いを停止し、これによって東西教会の対立が決定的となった。
結局、787年にコンスタンティノス5世の息子レオーン4世の皇后エイレーネー（アテネ出身）が主宰した第2ニカイア公会議（第七全地公会）によって、イコン崇敬の正統性が再確認された。
その後、東ローマ帝国では、815年にも再び聖像禁止令が出された（843年まで）。しかし、既に小アジア側でも聖像破壊への支持は低下しており、大きな運動にはならず、結局イコン崇敬が復活した。

### 政治・外交面での影響
聖像破壊論争によって、既に4世紀から文化的・政治的に亀裂が生じつつあった東ローマ皇帝・コンスタンティノポリス総主教とローマ教皇の関係は決定的に悪化した。800年にはローマ教皇がフランク王カールを「ローマ皇帝」に戴冠し、東ローマ帝国から完全に自立したのである。
一方で東ローマ帝国内では、聖像製作者の拠点で大土地所有者でもあった修道院（帝国の耕地の3分の1が修道院領だったという説もある）をコンスタンティノス5世らが徹底的に弾圧した結果、修道院領が没収され、皇帝領となった。これによって皇帝の権力基盤が強化され、古代ローマ帝国後期から始められた皇帝の専制君主化が完成へ向かうことになった。このため、そもそも聖像破壊運動自体が修道院勢力を弱体化させるためであったのではないか、とする研究者もいる。

### 聖像の神学的意義
聖像破壊運動の焦点は、聖像の使用がキリスト教の教義と違背するかどうかにあった。
論点は大きく二つに分けられる。

まず聖像使用が「偶像崇拝」に当たるかどうかであり、第二に聖像使用において（仮に偶像崇拝に当たらないとしても）「神を描くこと」が可能かどうかである。

## イスラム教の偶像破壊運動

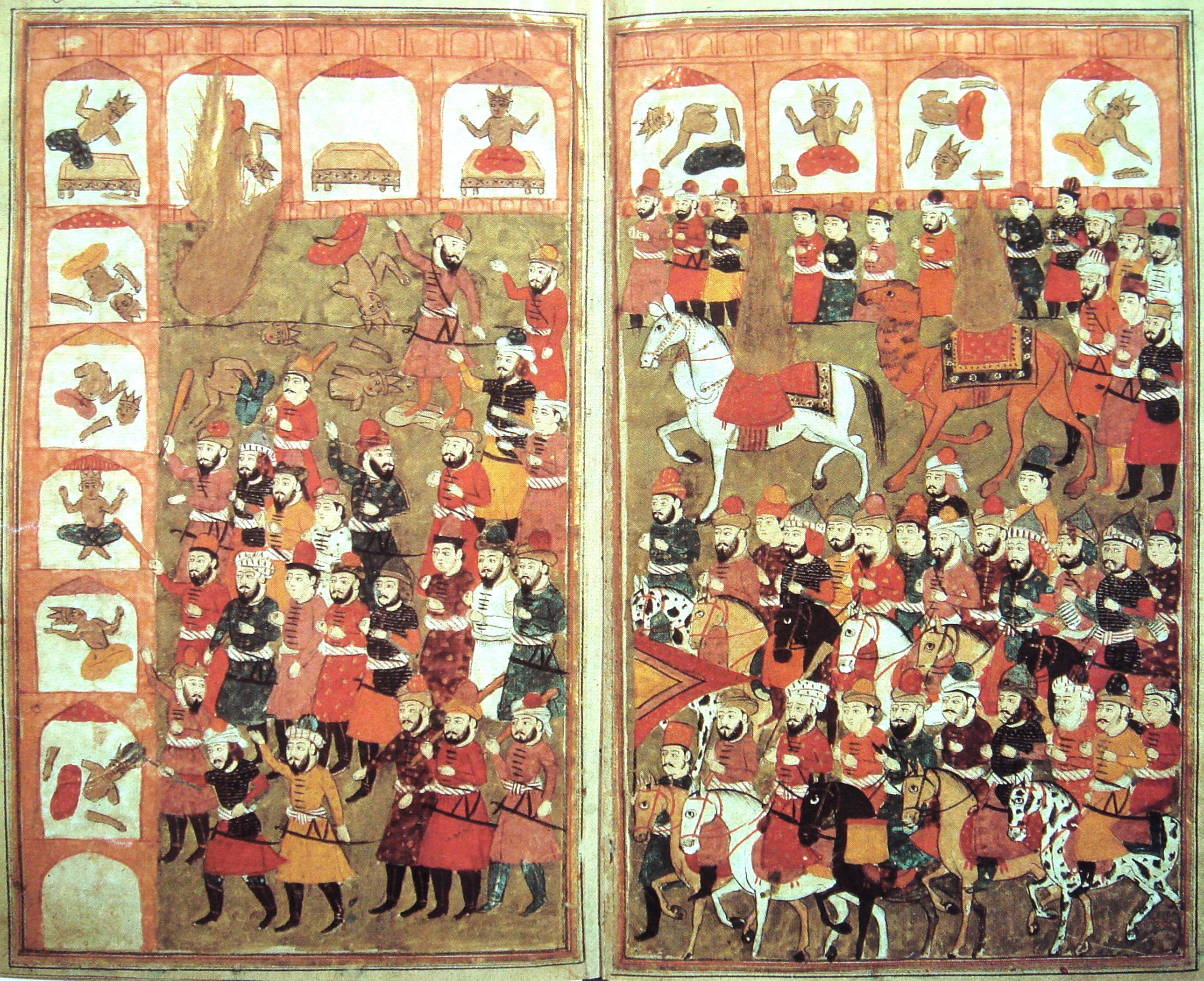
カアバ神殿の偶像を破壊するムハンマド

- インドにおける仏教の弾圧
- バーミヤン渓谷の文化的景観と古代遺跡群
- トンブクトゥの歴史地区

## 宗教的な動機以外のもの
政治的、思想的な崇拝の対象であるもの(例えば人物の彫像)や象徴となる物の破壊が行われた。個人のイコノクラストによって政治的な動機を持って行われる場合もあれば、フランス革命のアンシャン・レジーム関連の象徴破壊のように、体制の崩壊と共に前体制の象徴の破壊として大々的に行われる場合もある。
歴史的出来事における象徴物の破壊を、宗教的あるいは大規模な文化的破壊であるものと、それらを中心としないような内的政変、外部からの侵略、あるいはその両方による体制の変化による破壊の両者に分けた時、前者のみを狭義のイコノクラスムと定義することもでき、古代ローマの記録抹消刑やフランス革命期の運動を後者の有名なものとして挙げることができる。しかし、十月革命後のロシアでの破壊や、古代エジプトのアクエンアテンに関する破壊のように、この区分による区別を厳密につけがたい事例も存在する。
- 古代エジプトの王アクエンアテンは、エジプトの伝統的な神々への不寛容とアテン神への拝一神教的な意向に従う形のエジプト美術の特筆的な変化を主導した結果、多くの寺とモニュメントの破壊をもたらした。宗教権力と王権の一本化を図って行われたと見られているこの改革は支持されず、アクエンアテンの死後その象徴は破壊され、新首都アケトアテンは放棄された。
- 十月革命後のロシアでは皇帝、帝政、ロマノフ家を象徴する事物への広範な破壊が全土に広がり、また宗教活動を減退させ制約させる手段の一つとして、モスクワの救世主ハリストス大聖堂を含む正教会の教会建築やユダヤ人墓地などの宗教施設が破壊された。

アメリカ独立革命においては自由の息子たちによってイングランド国王ジョージ3世のブロンズ像が倒され弾薬に転用された。元植民地地域のほとんどでは独立の際に似たような出来事が発生する。また、そのような際に倒されなかった像がより重要性の低い場所に移動されることもインドや元東側諸国でしばしば見られる。

### その他の破壊の例
- 鏡のヴィーナス - ディエゴ・ベラスケス作品で1914年に過激な婦人参政権論者メアリー・リチャードソン（英語版）によって破壊される
- 夜警 (絵画) - レンブラントの作品で、1911年、1975年、1990年と攻撃される
- サン・ピエトロのピエタ - ミケランジェロの作品で1972年に地質学者ラズロ・トース（英語版）に破壊される
- 金閣寺 - 1950年、学僧・林承賢に放火される